# La vie en rose (альбом)
La vie en rose (с фр. — «Жизнь в розовом цвете») — второй студийный альбом итальянской певицы Ин-Грид, выпущенный в 2004 году. Трек-лист альбома составляют каверы на шлягеры французского шансона.
Альбом имел успех в Польше, там он достиг второго места в чарте и получил золотую сертификацию.

## Варианты издания
Существует несколько вариантов изданий: так, для стран восточной Европы на обложке альбома певица изображена на фоне Эйфелевой башни, чтобы вызвать ассоциации с Францией; на обложке для стран западной Европы певица изображена лежащей в розовых лепестках, отсылая к названию альбома, также к названию альбома было добавлено название Chilling With In-Grid. Помимо обложек, издания различались порядком треков, некоторые песни также имели различную аранжировку и продолжительность в разных версиях.

## Список композиций
| №                   | Название                             | Автор(ы)                     | Длительность |
| ------------------- | ------------------------------------ | ---------------------------- | ------------ |
| 1.                  | «Milord»                             | Маргарит Монно, Жорж Мустаки | 3:29         |
| 2.                  | «La Vie en rose»                     | Эдит Пиаф, Марсель Луиджи    | 3:30         |
| 3.                  | «Les Champs-Élysées» (Dance Version) | Пьер Деланоэ                 | 3:23         |
| 4.                  | «Accordeonist»                       | Мишель Эмер                  | 4:15         |
| 5.                  | «Un beau roman (Une belle histoire)» | Пьер Деланоэ, Мишель Фюген   | 3:59         |
| 6.                  | «Chanson D’Amour»                    | Уэйн Шанклин                 | 3:20         |
| 7.                  | «Un homme et une femme»              | Франсис Лей, Пьер Бару       | 4:03         |
| 8.                  | «Les Feuilles mortes»                | Жозеф Косма, Жак Превер      | 3:59         |
| 9.                  | «Ne me quitte pas»                   | Жак Брель                    | 3:52         |
| 10.                 | «La Mer»                             | Шарль Трене                  | 3:49         |
| 11.                 | «Et Maintenant»                      | Пьер Деланоэ, Жильбер Беко   | 4:16         |
| 12.                 | «Non, je ne regrette rien»           | Шарль Дюмон, Мишель Вокер    | 4:12         |
| 13.                 | «Les Champs-Élysées»                 | Пьер Деланоэ                 | 3:46         |
| Общая длительность: | Общая длительность:                  | Общая длительность:          | 53:45        |

## Чарты
| Чарт (2004)      | Высшая позиция |
| ---------------- | -------------- |
| Польша (ZPAV)    | 2              |
| Чехия (ČNS IFPI) | 33             |

## Сертификации
| Регион                                                       | Сертификация | Продажи |
| ------------------------------------------------------------ | ------------ | ------- |
| Польша (ZPAV)                                                | Золотой      | 20 000* |
| * Данные о продажах приведены только на основе сертификации. |              |         |